# José Bonifácio de Andrada e Silva
José Bonifácio de Andrada e Silva, född 13 juni 1763 i Santos, delstaten São Paulo, död 6 april 1838 i Niterói, delstaten Rio de Janeiro, var en brasiliansk statsman, mineralog och poet. Han var bror till Antonio Carlo och Martim Francisco de Andrada e Silva och farbror till José Bonifácio de Andrada e Silva den yngre och Martim Francisco de Andrada e Silva den yngre.
Han utnämndes 1800 till professor i geognosi vid universitetet i Coimbra samt till generalintendent över det portugisiska bergsväsendet. Samma år upptäckte han mineralet petalit i prov från en pegmatit i Utö järnmalmsgruva i Stockholms södra skärgård. År 1817 visade Johan August Arfwedson att mineralet innehöll grundämnet litium. Bonifácio de Andrada e Silva begav sig 1819 till Brasilien, där han 1821 i São Paulo ställde sig i spetsen för självständighetsrörelsen för frigörelse från Portugal och 1822 blev minister. År 1823 lämnade han detta ämbete och sändes samma år till Frankrike, där han vistades till 1829. Han blev förmyndare för den omyndige kejsar Peter II av Brasilien 1831–34, men avsattes genom ett upplopp. 
Förutom vetenskapliga avhandlingar och politiska uppsatser utgav de Andrada Poesias d’Americo elyseo (1815), genom vilka han vann rykte som en av Brasiliens bästa skalder. Han invaldes som ledamot av Kungliga Vetenskapsakademien 1797.